# Bitter Virgin
Bitter Virgin (яп. ビター バージン) — сэйнэн-манга Кэй Кусуноки, выходившая в журнале Young Gangan издательства Square Enix с 2005 по 2008 год. В формате танкобонов было выпущено 4 тома.

## Сюжет
Центральными героями являются юноша Дайсукэ Сува и девушка Хинако Айкава.
В класс, в котором учится популярный среди девушек Дайсукэ, переводится новая ученица, скромная и безумно боящаяся прикосновения мужчин Хинако. Однажды проходя мимо церкви, Сува становится свидетелем исповеди своей новой знакомой и не может поверить тому, что эту девушку изнасиловал отчим и она родила от него ребёнка, которого впоследствии бросила. Шокированный Дайсукэ решает выяснить насколько её слова правдивы.

## Персонажи
- Дайсукэ Сува (яп. 諏訪 大介 Сува Дайсукэ) — главный мужской персонаж сюжета. Добрый и отзывчивый парень. Живёт со своей матерью.
- Хинако Айкава (яп. 藍川 雛子 Айкава Хинако) — главный женский персонаж сюжета. Стала жертвой насилия со стороны отчима-педофила. Забеременев первый раз, она сделала аборт. Во время второй беременности ей пришлось рожать, при родах было использовано кесарево сечение, и она всячески скрывает шрам.
- Кадзуки Ибусэ (яп. 井伏 香月 Ибусэ Кадзуки) — одноклассница Дайсукэ и Хинако
- Юдзу Ямамото (яп. 山本 柚 Ямамото Юдзу) — одноклассница Дайсукэ и его подруга детства.

## Манга
Серия лицензирована компаниями Ki-oon (Франция), Chingwin Publishing (Тайвань), и Jade Dynasty (Гонконг).

### Список томов манги
| - Story 1 — Her Confession - Story 2 — Her Wound - Story 3 — When She Smiles - Story 4 — That Special Girl | - Story 5 — Love Her - Story 6 — That Distant Girl - Story 7 — That Close Girl - Story 8 — Her Traces |

| - Story 9 - For Her - Story 10 - Her Nightmare - Story 11 - Her Tragedy - Story 12 - Her Horror | - Story 13 - Goodnight to Her - Story 14 - At Her Request - Story 15 - At Her Feelings - Story 16 - Running Into Her |

| - Story 17 - The Same as Her - Story 18 - Her Pain - Story 19 - Her Secret - Story 20 - Her Confusion | - Story 21 - Her Determination - Story 22 - Her Unknown Tragedy - Story 23 - What She Doesn't Know - Story 24 - More Than Her |

| - Story 25 — Her Disclosure - Story 26 — Her. In My Dreams - Story 27 — Her Step - Story 28 — Even So, I Love Her | - Story 29 — Her Grief - Story 30 — They Way To Protect Her - Story 31 — This is Her Answer - Final Story — Me and Her |